# Виейра, Луан
Луан Гильерме де Жезус Виейра (порт. Luan Guilherme de Jesus Vieira; род. 27 марта 1993, Сан-Жозе-ду-Риу-Прету, Сан-Паулу) — бразильский футболист, нападающий клуба «Гремио». Выступал за сборную Бразилии. Олимпийский чемпион 2016 года в составе сборной Бразилии.

## Клубная карьера

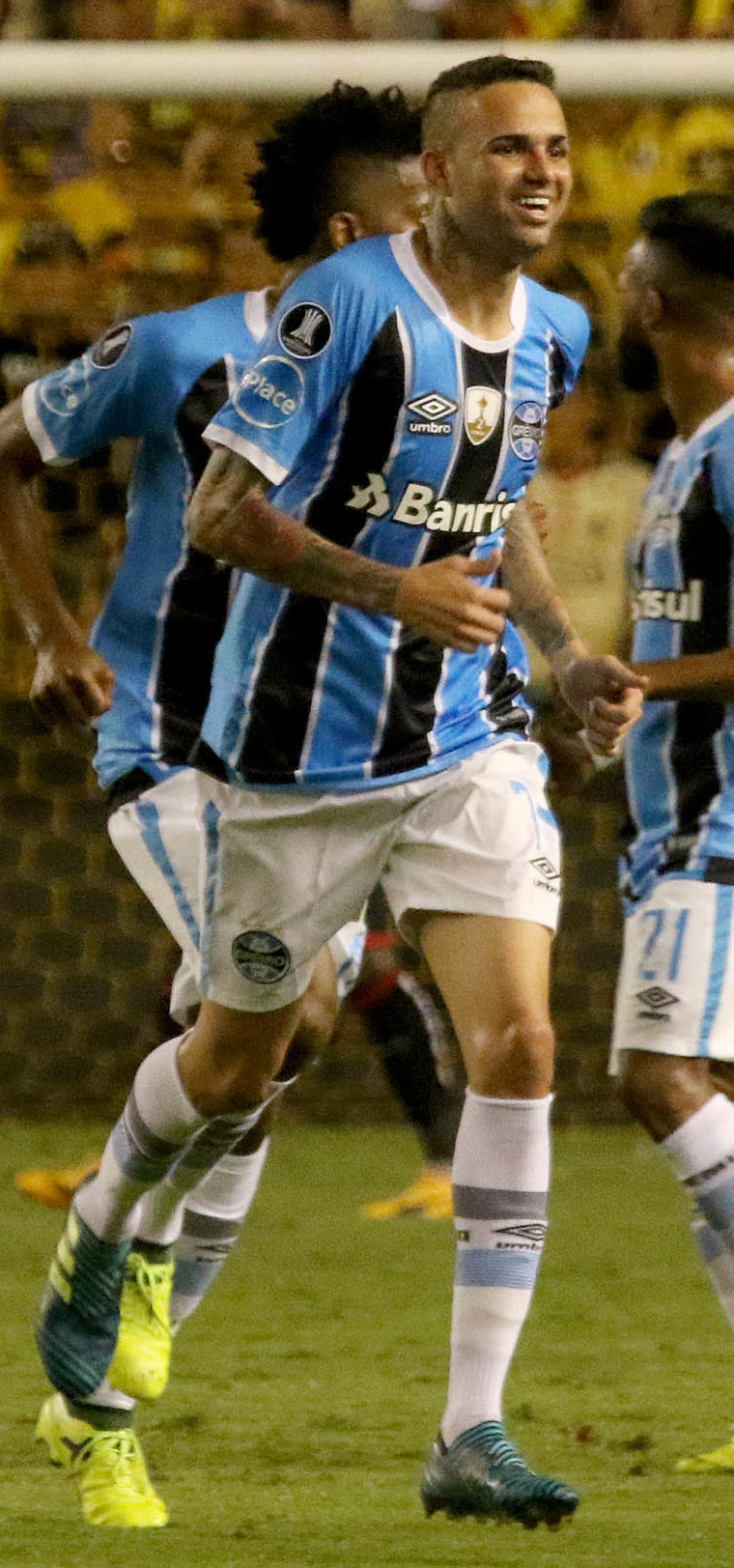
Луан в составе «Гремио»

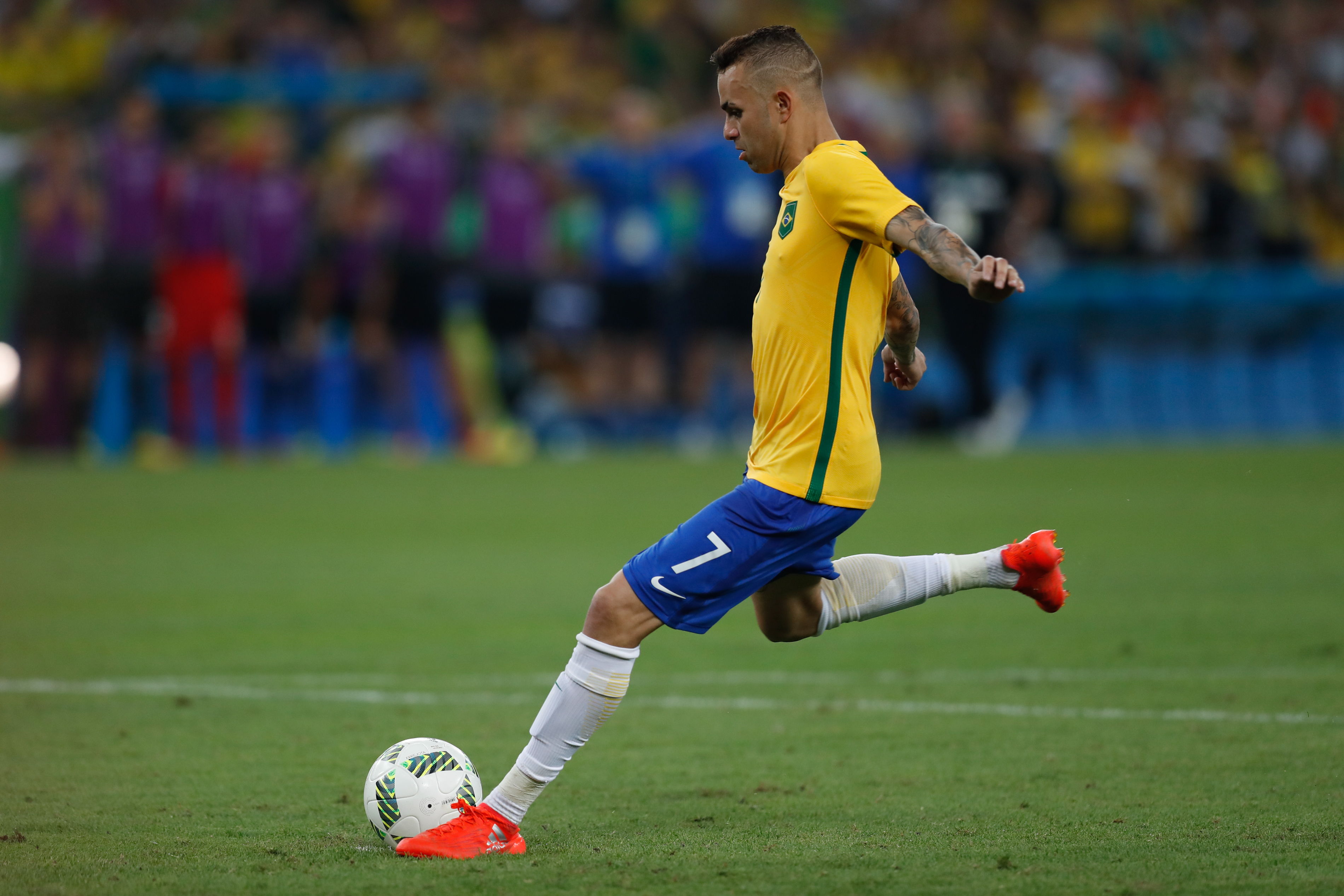
Луан в составе олимпийской сборной Бразилии

Луан — воспитанник клуба «Гремио». 27 апреля 2014 года в матче против «Атлетико Минейро» он дебютировал в бразильской Серии А. 26 февраля в поединке Кубка Либертадорес против колумбийского «Атлетико Насьональ» он забил свой первый гол за команду. 17 августа в матче против «Крисиума» он забил свой первый гол за «Гремио» в чемпионате, реализовав пенальти. В 2016 году Луан помог клубу выиграть Кубок Бразилии.
В 2017 году в матчах Кубка Либертадорес против венесуэльской «Саморы», чилийского «Депортес Икике» и эквадорской «Барселоны» и аргентинского «Лануса» он забил восемь мячей и стал вторым бомбардиром турнира после Хосе Санда. В августе 2017 года Луан отказался от перехода в московский «Спартак», поскольку хотел выиграть Кубок Либертадорес с «Гремио». В итоге он помог «трёхцветным» выиграть их третий Кубок Либертадорес в истории, а сам он был признан лучшим футболистом розыгрыша.
В 2020 году перешёл в «Коринтианс».

## Международная карьера
В 2014 году в составе молодёжной сборной Бразилии он выиграл Турнир в Тулоне. В 2016 году в составе олимпийской сборной Бразилии Луан выиграл Олимпийские игры в Рио-де-Жанейро. На турнире он сыграл в матчах против команд ЮАР, Ирака, Дании, Колумбии, Гондураса и Германии. В поединках против датчан, колумбийцев и гондурасцев Луан забил три мяча.
26 января 2017 года в товарищеском матче против сборной Колумбии Луан дебютировал за сборную Бразилии.

### Голы за сборную Бразилии (до 23)
| #  | Дата            | Место                                 | Противник | Счёт | Результат | Соревнование          |
| -- | --------------- | ------------------------------------- | --------- | ---- | --------- | --------------------- |
| 1. | 10 августа 2016 | Фонте-Нова, Салвадор, Бразилия        | Дания     | 0:4  | 0:4       | Олимпийские игры 2016 |
| 2. | 13 августа 2016 | Арена Коринтианс, Сан-Паулу, Бразилия | Колумбия  | 2:0  | 2:0       | Олимпийские игры 2016 |
| 3. | 17 августа 2016 | Маракана, Рио-де-Жанейро, Бразилия    | Гондурас  | 0:6  | 0:6       | Олимпийские игры 2016 |

## Достижения
Клубные
«Гремио»
- Обладатель Кубок Бразилии — 2016
- Обладатель Кубка Либертадорес — 2017

Международные
Бразилия (до 20)
- Турнир в Тулоне — 2014

Бразилия (до 23)
- Олимпийские игры — 2016